# Attaque de Mondoro
Guerre du Mali
Batailles
L'attaque de Mondoro a lieu le 4 mars 2022 pendant la guerre du Mali.

## Contexte
Mondoro est une ville garnison situé dans la zone des trois frontières, près du centre du Mali. Cette zone est le théâtre d'affrontements régulier entre la branche sahélienne d'Al-Qaïda et l'armée nationale malienne. 
En 2019, la base de Mondoro est attaquée en même temps que la base de Boulkessi, où entre 45 et 85 militaires maliens sont tués. En janvier 2021, une deuxième attaque est repoussée après l'intervention d'avions et d'hélicoptères français.

## Déroulement
L'attaque débute à 6 heures du matin et est menée par plusieurs centaines de djihadistes. Le camp, situé à l'est de la ville de Mondoro, est occupé par 150 soldats maliens avec des véhicules blindés et est attaqué par le nord et par l'est,. Les djihadistes utilisent des véhicules piégés et des avions de l'armée malienne interviennent.
L'AFP indique que selon une source militaire française, les forces armées maliennes n'ont pas demandé l'appui de la force Barkhane : « Le camp de Mondoro se trouve dans une zone où il a été demandé à Barkhane de ne pas opérer, sans doute en raison de la présence de mercenaires de Wagner ».
L'armée malienne reprend le contrôle du camp plus tard dans la journée et mène des opérations de ratissage dans les environs.

## Pertes
Quelques heures après l'attaque, le gouvernement malien annonce un bilan de 27 tués, 33 blessés, dont 21 gravement, et 7 disparus,. Le gouvernement malien décrète un deuil national de trois jours,.
L'armée malienne affirme également que 47 assaillants ont été « neutralisés » dans la matinée et que 23 autres l'ont été à la suite d'un « ratissage sur les sanctuaires terroristes ».
Cependant, une source militaire française indique à l'AFP, sous couvert d'anonymat que le bilan de cette attaque, menée par plusieurs centaines de djihadistes, s'élève entre 40 et 50 morts. La source affirme également que 21 véhicules ont été saisis par les djihadistes, dont plusieurs blindés.
Selon le journaliste Wassim Nasr, l'armée malienne a perdu 47 hommes lors de l'attaque, un bilan contrastant avec celui du gouvernement malien.
De son côté, le Groupe de soutien à l'islam et aux musulmans (GSIM) revendique l'attaque le 8 mars et donne un bilan différent de celui de l'armée malienne. Le groupe djihadiste affirme n'avoir perdu que quatre de ses combattants et revendique la mort d'une trentaine de militaires maliens et la capture de neuf véhicules. Il déclare également avoir mené l'attaque en réponse à des massacres commis par l'armée malienne dans la région de Dogofry. Un charnier contenant une trentaine de corps avait effectivement été découvert dans cette zone quelques jours plus tôt. Le 11 mars, la MINUSMA publie un rapport attribuant la responsabilité de ce massacre à l'armée malienne et aux mercenaires russes du Groupe Wagner.